# Castillo Palacio de Peñíscola
El Castillo Palacio de Peñíscola (Castellón, Comunidad Valenciana, España), también llamado Castillo del Papa Luna, está emplazado en la zona más elevada del peñón que domina la ciudad, alcanzando una altura de 64 m sobre el nivel del mar. Su perímetro es de unos 230 m y tiene una altura media de 20 m. Los Templarios construyeron esta obra románica sobre restos de la antigua alcazaba árabe entre 1294 y 1307.
Pedro Martínez de Luna y Pérez de Gotor que fue nombrado Papa por la obediencia de Aviñón con el nombre de  Benedicto XIII de Aviñón, el llamado Papa Luna, convirtió el castillo en su sede pontificia en el largo litigio sobre su legitimidad. La tenaz lucha que mantuvo el Papa Luna contra sus enemigos sirvió para que surgiera la frase popular de "mantenerse en sus trece" en referencia a la negativa de Benedicto XIII de renunciar a su posición de papa.

## Historia
El Papa Luna, Benedicto XIII de Aviñón, una de las figuras hispánicas más universalmente conocida y a la vez controvertida, se trasladó en 1411 a Peñíscola convirtiendo su castillo en palacio y biblioteca pontificia. Destaca en todo el conjunto la sobriedad y solidez de su construcción, tanto en las estancias templarias como en las estratégicas e intrincadas dependencias pontificias que realizaría más tarde Benedicto XIII. Uno de los mayores intereses arquitectónicos del castillo se encuentra en la solución abovedada del Cuerpo de Guardia y en la austeridad y severa proporción de la Basílica de los Templarios.
Utilizada por Benedicto XIII y Clemente VIII como Basílica Pontificia, a las características constructivas del resto de estancias une el presbiterio formando ábside semicircular cubierto con una media cúpula de cascarón encumbrada sobre un arco toral y un pequeño ventanal situado en el centro del ábside que ilumina tensionalmente el espacio. En esta Basílica reposaron durante algún tiempo los restos del Pontífice.
En este castillo se conservan todavía remembranzas evocadoras de la presencia del Papa Luna y de su sucesor Clemente VIII, el también aragonés Gil Sánchez Muñoz, segundo Papa de Peñíscola. La Basílica papal de Benedicto XIII, austera nave de planta rectangular con bóveda de cañón algo apuntada y casquete esférico sobre el ábside; el salón del trono donde recibía embajadas y recepciones; el salón del cónclave; el estudio con ventanas al mar; las habitaciones pontificias, etc. Todo ello, utilizado por los dos papas de Peñíscola, había servido con anterioridad a los Caballeros Templarios y a los Montesianos que tuvieron aquí la sede y sostén de su encomienda.
Durante el periodo de las Germanías (1519-1521), Peñíscola fue sede de la coalición de fuerzas capitaneadas por el Virrey de Valencia, Diego Hurtado de Mendoza y Lemos, que se opusieron a los agermanados. Por este hecho, el Virrey concedió a la población el título de fidelísima en 1522 y otorgó el perdón a los agermanados locales en nombre del rey Carlos I (1525). Felipe II ordenó la construcción de nuevas defensas artilleras, ejecutadas por el arquitecto italiano Juan Bautista Antonelli, con el objetivo de protegerla de los ataques de los piratas berberiscos. Estas no alteraron sustancialmente la conformación del castillo.